# 1677
| [ Edytuj tabelę ]              | |
| Król Polski                    | - 1674 Jan III Sobieski 1696 |
| Współksiążęta Andory           | - 1670 Pere de Copons i de Teixidor 1681 - 1643 Ludwik XIV 1715                                                                                 |
| Król Anglii i Szkocji          | - 1660 Karol II 1685 |
| Elektor Bawarii                | - 1651 Ferdynand Maria 1679 |
| Elektor Brandenburgii          | - 1640 Fryderyk Wilhelm 1688 |
| Sułtan Brunei                  | - 1673 Muhyiddin 1690 |
| Cesarz Chin                    | - 1661 Kangxi 1722 |
| Król Czech                     | - 1657 Leopold I Habsburg 1705 |
| Król Danii                     | - 1670 Chrystian V 1699 |
| Dalajlama                      | - 1617 Lobsang Gjaco 1682 |
| Cesarz Etiopii                 | - 1667 Jan I 1682 |
| Król Francji                   | - 1643 Ludwik XIV 1715 |
| Król Hiszpanii                 | - 1665 Karol II 1700 |
| Landgraf Hesji-Kassel          | - 1670 Karol I Heski 1730 |
| Stadhouder Holandii            | - 1672 Wilhelm III Orański 1702 |
| Szach Iranu                    | - 1666 Safi II 1694 |
| Państwo Wielkich Mogołów       | - 1658 Aurangzeb 1707 |
| Król Irlandii                  | - 1660 Karol II Stuart 1685 |
| Cesarz Japonii                 | - 1663 Reigen 1687 |
| Kalif                          | - 1648 Mehmed IV 1687 |
| Patriarcha Konstantynopola     | - 1676 Dionizy IV Muzułmanin 1679 |
| Władca Korei                   | - 1674 Sukjong 1720 |
| Książę Kurlandii i Semigalii   | - 1642 Jakub Kettler 1682 |
| Książę Liechtensteinu          | - 1627 Karol Euzebiusz 1684 |
| Sułtan Maroka                  | - 1672 Maulaj Isma’il 1727 |
| Książę Monako                  | - 1662 Ludwik I 1702 |
| Król Nawarry                   | - 1643 Ludwik XIV 1710 |
| Król Norwegii                  | - 1670 Chrystian V 1699 |
| Sułtan Omanu                   | - 1649 Sultan I ibn Sajf 1688 |
| Elektor Palatynatu             | - 1648 Karol I Ludwik 1680 |
| Papież                         | - 1676 Innocenty XI 1689 |
| Książę Parmy i Piacenzy        | - 1646 Ranuccio II 1694 |
| Król Portugalii                | - 1656 Alfons VI 1683 |
| Książę w Prusach               | - 1640 Fryderyk Wilhelm Wielki Elektor 1688 |
| Car Rosji                      | - 1676 Fiodor III 1682 |
| Cesarz Rzymski (niemiecki)     | - 1658 Leopold I Habsburg 1705 |
| Kapitanowie Regenci San Marino | - 1676 Lodovico Belluzzi Giambattista Zampini 1677 - 1677 Giambattista Tosini Francesco Angeli 1677 - 1677 Carlo Loli Marc'Antonio Ceccoli 1678 |
| Elektor Saksonii               | - 1656 Jan Jerzy II Wettyn 1680 |
| Król Szwecji                   | - 1660 Karol XI 1697 |
| Król Tajlandii                 | - 1656 Narai 1688 |
| Sułtan Turków                  | - 1648 Mehmed IV 1687 |
| Doża Wenecji                   | - 1676 Alvise Contarini 1683 |
| Król Węgier                    | - 1655 Leopold I 1705 |
| Książęta Wirtembergii          | - 1674 Wilhelm Ludwik 1677 - 1677 Eberhard Ludwik 1733                                                                                          |

Rok 1677 / MDCLXXVII
stulecia: XVI wiek ~
XVII wiek ~
XVIII wiek

lata: 1667 «
1672 «
1673 «
1674 «
1675 «
1676 «
1677
» 1678
» 1679
» 1680
» 1681
» 1682
» 1687

## Wydarzenia w Polsce
- 14 stycznia–26 kwietnia – drugi sejm za panowania Jana III Sobieskiego (nadzwyczajny) [de facto sejm zakończył się 27 kwietnia][1].
- 17 lutego – poświęcono klasztor Dominikanów w Tarnobrzegu.
- W Gdańsku został podpisany traktat polsko-szwedzki, w którym strona polska zobowiązała się wesprzeć Szwedów w wojnie z Brandenburgią, w zamian za prawa Sobieskiego i jego rodziny do Prus Książęcych.

## Wydarzenia na świecie
- 17 marca – wojna Francji z koalicją hiszpańsko-austriacko-lotaryńską: armia francuska zdobyła bronioną przez garnizon hiszpański twierdzy Valenciennes.
- 28 marca – wojna Francji z koalicją hiszpańsko-austriacko-lotaryńską: początek oblężenia twierdzy Cambrai.
- 11 kwietnia – wojna Francji z koalicją hiszpańsko-austriacko-lotaryńską: zwycięstwo wojsk francuskich w bitwie pod Cassel.
- 17 kwietnia – wojna Francji z koalicją hiszpańsko-austriacko-lotaryńską: Francuzi zdobyli twierdzę Cambrai.
- 1 lipca – wojna duńsko-szwedzka: bitwa morska w Zatoce Køge.
- 24 lipca – wojna duńsko-szwedzka: zwycięstwo Szwedów w bitwie pod Landskroną.
- 7 września – wojna rosyjsko-turecka: zwycięstwo wojsk moskiewsko-kozackich w bitwie pod Bużynem.
- 4 listopada – przyszła królowa angielska Maria II Stuart została żoną Wilhelma III Orańskiego.

## Urodzili się
- 8 lutego – Jacques Cassini, francuski astronom pochodzenia włoskiego (zm. 1756)
- 6 września – syn króla Jana III Sobieskiego i Marii Kazimiery, Aleksander Benedykt Sobieski (zm. 1714)
- 20 października – Stanisław Leszczyński, król Polski (zm. 1766)

## Zmarli
- 21 lutego – Baruch de Spinoza, filozof holenderski (ur. 1632)
- 23 czerwca – Wilhelm Ludwik, książę Wirtembergii (ur. 1647)
- 9 lipca – Angelus Silesius, śląski poeta religijny doby baroku (ur. 1624)
- 5 sierpnia – Maciej Bystram, biskup pomocniczy chełmiński (ur. 1602)

## Zdarzenia astronomiczne
- 28 października - Przejście Merkurego na tle tarczy Słońca[2].

## Święta ruchome
- Tłusty czwartek: 25 lutego
- Ostatki: 2 marca
- Popielec: 3 marca
- Niedziela Palmowa: 11 kwietnia
- Wielki Czwartek: 15 kwietnia
- Wielki Piątek: 16 kwietnia
- Wielka Sobota: 17 kwietnia
- Wielkanoc: 18 kwietnia
- Poniedziałek Wielkanocny: 19 kwietnia
- Wniebowstąpienie Pańskie: 27 maja
- Zesłanie Ducha Świętego: 6 czerwca
- Boże Ciało: 17 czerwca